# Islotes Evangelistas
El archipiélago denominado islotes Evangelistas se ubica en el océano Pacífico sudoriental, en la parte exterior de la boca occidental del estrecho de Magallanes alrededor de 52°23′18″S 75°05′42″O / -52.38833, -75.09500, en el sur de Chile. Pertenece a la Región de Magallanes y la Antártica Chilena.

## Geografía
El grupo islotes Evangelistas está ubicado afuera de la boca occidental del Estrecho de Magallanes. Se compone de cuatro islotes principales: Lobos, Elcano, Pan de Azúcar, y Grande, que es el islote mayor y con 60 metros de altura es el más alto, el cual se sitúa en 52°23′18″S 75°05′42″O / -52.38833, -75.09500. A ellos se suman algunas rocas y rompientes.    
Con tiempo medianamente claro, los islotes se avistan desde unas 15 millas de distancia, por lo que son una excelente señal para las naves que desean entrar al estrecho de Magallanes viniendo desde el océano Pacífico.
Las precipitaciones aquí pueden llegar a más de 5.000 mm³ durante el año.

## Peligros para la navegación
Desde el islote Pan de Azúcar se deprende hacia el noroeste una restinga sumergida sobre la cual se forman grandes rompientes cuando el mar está agitado.
Al oriente del grupo, las aguas son profundas, pero sobre las 41/2 millas y hacia las islas Cuarenta Días hay varias rocas que no hacen aconsejable su paso por ese sector.
Con buen tiempo un buque puede fondear entre el islote Grande e islote Elcano.

## Faro
En el islote Grande —el más alto— existe un faro denominado «Faro Evangelistas», el cual cuenta con personal de la Armada de Chile.
Este faro desde su construcción en 1896 ha sido considerado por los marinos como una hazaña ingenieril por la dificultad de su construcción y uno de los más difíciles de reaprovisionar en Chile y en el mundo.